# Копышовка
Копышовка — село в Майнском районе Ульяновской области России. Входит в состав Тагайского сельского поселения.

## География
Село находится в центральной части Ульяновской области, в зоне хвойно-широколиственных лесов, в пределах Приволжской возвышенности, на расстоянии примерно 17 километров (по прямой) к северо-северо-востоку (NNE) от Майны, административного центра района. Абсолютная высота — 184 метра над уровнем моря.
Климат
Климат характеризуется как умеренно континентальный, с тёплым летом и умеренно холодной зимой. Среднегодовая температура воздуха — 4 — 4,2 °С. Средняя температура воздуха самого тёплого месяца (июля) — 19,5 °C ; самого холодного (января) — −11,8 °C. Среднегодовое количество атмосферных осадков составляет 310—460 мм, из которых большая часть (242—313 мм) выпадает в тёплый период.
Часовой пояс
Село Копышовка, как и вся Ульяновская область, находится в часовой зоне МСК+1. Смещение применяемого времени относительно UTC составляет +4:00.

## История
Село основано в 1724 году несколькими семьями стрельцов из Тагая .
В 1780 году, при создании Симбирского наместничества, деревня Копышовка, при вершинах речки Малой Свияги, помещиковых крестьян, вошло в состав Тагайского уезда. С 1796 года — в Симбирском уезде Симбирской губернии.
В 1859 году село Копышевка, по левую сторону на Московском почтовом тракте из г. Симбирска, входило в состав 2-го стана Симбирского уезда Симбирской губернии, имелась церковь.
В 1879 году был построен деревянный Храм. Престолов три: главный (холодный) — в честь Покрова Пресвятые Богородицы, в приделах (тёплые) — в честь Смоленской иконы Божьей Матери и во имя Святителя и Чудотворца Николая. Приписной храм в сельце Козловке каменный, тёплый, построен в 1899 году, престол в нём — Церковь в честь Покрова Пресвятой Богородицы.
С 1891 года в селе существовала церковно-приходская школа.

## Население
| 2010 |
| ---- |
| 534  |

Национальный состав
Согласно результатам переписи 2002 года, в национальной структуре населения русские составляли 69 % из 545 чел.

## Известные жители
Здесь жил блаженный старец Василий Струев, к которому в ноябре 1942 года заходил Гавриил Мелекесский.